# Сагат
Сага́т (каз. Сағат) — село у складі Урджарського району Абайської області Казахстану. Входить до складу Каракольського сільського округу.
Населення — 328 осіб (2021; 384 у 2009, 355 у 1999, 345 у 1989).
Національний склад станом на 1989 рік:
- росіяни — 42 %
- казахи — 40 %

Станом на 1989 рік село мало статус селища.